# PV Telescopii
Désignations
PV Telescopii (appelée également HD 168476) est une étoile supergéante à hélium extrême de type B (bleue) de la constellation du Télescope. Elle est également le prototype d'un type d'étoiles variables, appelées variables de type PV Telescopii.

## Propriétés
PV Telescopii présente des variations de vitesse radiale attribuées à des pulsations radiales causées par un mode d'instabilité étrange. Sa magnitude apparente moyenne est de 9,3. Malgré une masse probablement inférieure à celle du Soleil, elle est en fait environ 25 000 fois plus lumineuse que lui. Son spectre montre un fort déficit en hydrogène et des raies de l'hélium et du carbone fortement renforcées.

## Variables de type PV Telescopii
Les variables de type PV Telescopii sont des supergéantes à hélium qui varient quelque peu irrégulièrement d'environ 0,1 magnitude sur une échelle de temps allant de quelques heures à quelques jours. PV Telescopii en est un exemple avec des variations sur quelques jours, 8–10 jours étant la valeur habituellement rapportée. Elle pourrait être une étoile post-AGB en impulsion thermique tardive ou le résultat de la fusion de naines blanches,.